# Clădirea Casei de cultură (Cioburciu)
Clădirea Casei de cultură este o clădire amplasată în Cioburciu, Unitățile Administrativ-Teritoriale din Stînga Nistrului, Republica Moldova. Este un monument arhitectural de importanță națională inclus în Registrul monumentelor Republicii Moldova ocrotite de stat cu nr. 1308 (raionul Slobozia). Datează din 1953.